# Etterbeek

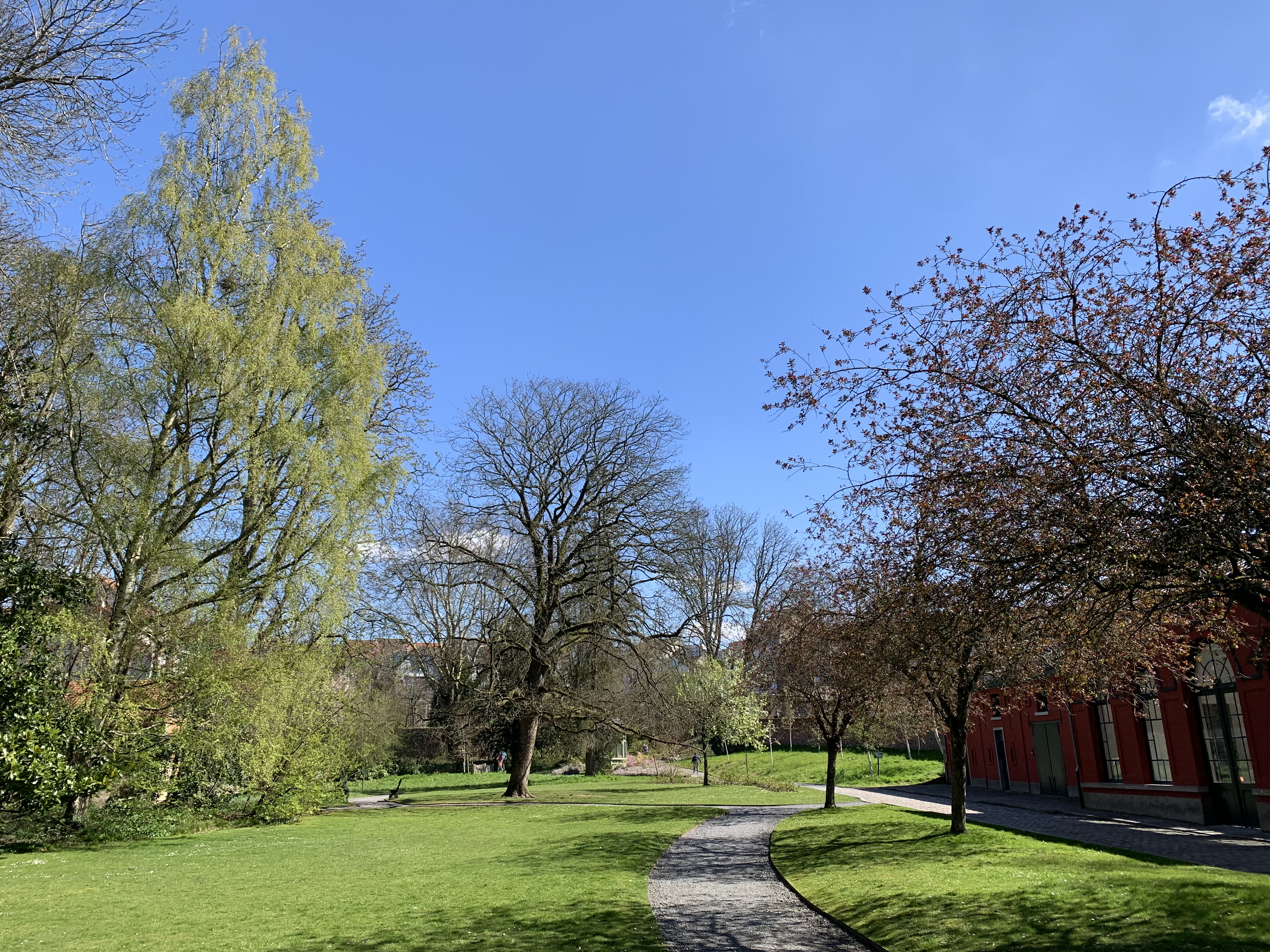
O Jardim Félix Hap

Etterbeek é uma das 19 comunas bilingues da Bélgica situadas na Região de Bruxelas-Capital.

## Personalidades
- Hergé, criador da HQ As Aventuras de Tintim
- André Franquin, criador de Marsupilami e Gaston Lagaffe
- Lara Fabian, cantora
- François Englert (1932), Prémio Nobel de Física de 2013
- Stromae, cantor
- Marouane Fellaini, jogador de futebol